# Theerathon Bunmathan
Theerathon Bunmathan (født 6. februar 1990) er en australsk fodboldspiller. Han har spillet for Thailands landshold.

## Thailands fodboldlandshold
| Thailands landshold | Thailands landshold | Thailands landshold |
| År                  | Kmp                 | Mål                 |
| ------------------- | ------------------- | ------------------- |
| 2010                | 3                   | 0                   |
| 2011                | 1                   | 0                   |
| 2012                | 7                   | 1                   |
| 2013                | 3                   | 0                   |
| 2014                | 0                   | 0                   |
| 2015                | 11                  | 3                   |
| 2016                | 16                  | 1                   |
| 2017                | 6                   | 0                   |
| 2018                | 3                   | 0                   |
| Total               | 50                  | 5                   |